# Jefferson Davis
Jefferson Finis Davis (n. 3 iunie 1808 – d. 6 decembrie 1889) a fost un politician american care a servit ca preşedinte al Statelor Confederate ale Americii pentru întreaga sa istorie, între 1861 și 1865, de-a lungul Războiului civil american.
După absolvirea școlii militare West Point, Davis a luptat în războiul mexicano-american în calitate de colonel al unui regiment de voluntari, fiind ulterior ministru de război al celui de-al 14-lea președinte american Franklin Pierce.  Înainte, precum și după mandatul său de United States Secretary of War, Pierce a servit ca senator al Senatului Uniunii din partea statului Mississippi.  În calitate de senator, el a fost împotriva secesiunii și credea că fiecare stat era suveran și avea dreptul incontestabil de a se retrage din Uniune.
In ianuarie 1861, Davis a demisionat din Senat, după ce a fost anunțat că statul Mississippi declarase că s-a separat de Uniune. În următoarea lună a fost numit provizoriu președinte al Statelor Confederale ale Americii. În luna noiembrie, a aceluiași an, a fost ales președinte pentru un mandat de șase ani. În timpul mandatului său, Davis nu a găsit o strategie de a învinge Uniunea mai mare, mai populată și mai dezvoltată din punct de vedere industrial. Insistența lui Davis în ceea ce privește independența, chiar și în fața evidente a înfrângerii, a prelungit războiul.
După ce a fost capturat în 1865, Davis a fost acuzat de trădare, și, deși nu a fost judecat, i s-a retras dreptul de a candida. Această limitare a fost ridicată în anul 1978, după 89 de ani de la moartea sa.  Deși nu a fost dezonorat, după război el a fost înlocuit în inimile sudiștilor cu generalul Confederației, Robert E. Lee.

## Viață timpurie și carieră militară
Davis era cel mai mic din cei zece copii ai lui Samuel Emory Davis (Philadelphia, Philadelphia County, Pennsylvania, 1756 – 4 iulie  1824) și soția (căsătoriți în 1783) Jane Cook (Christian County, (mai târziu Todd County), Kentucky, 1759 – 3 octombrie 1845), fiica lui William Cook și soția sa, Sarah Simpson, fiica lui Samuel Simpson (1706 – 1791) și soția sa, Hannah (născută în 1710). Bunicul tânărului Davis, Evan Davis (Cardiff, Ținutul Glamorgan, 1729 – 1758) a emigrat din Wales și a trăit în Virginia și Maryland, căsătorindu-se cu Lydia Emory. Tatăl său, împreună cu unchiul său, au fost înrolați în Armata Continentală în timpul Revoluției Americane; a luptat ca ofițer de infanterie.  De asemenea, trei dintre frații lui mai mari au luptat în Războiul din 1812. Doi dintre ei au luptat sub comanda lui Andrew Jackson primind laude pentru acte de vitejie în bătălia de la New Orleans.

## Căsătorie viață politică timpurie

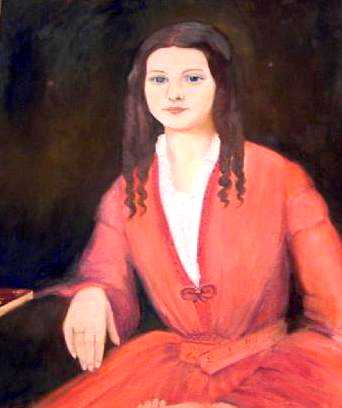
Prima soţie, Sarah Knox Taylor

### Senator

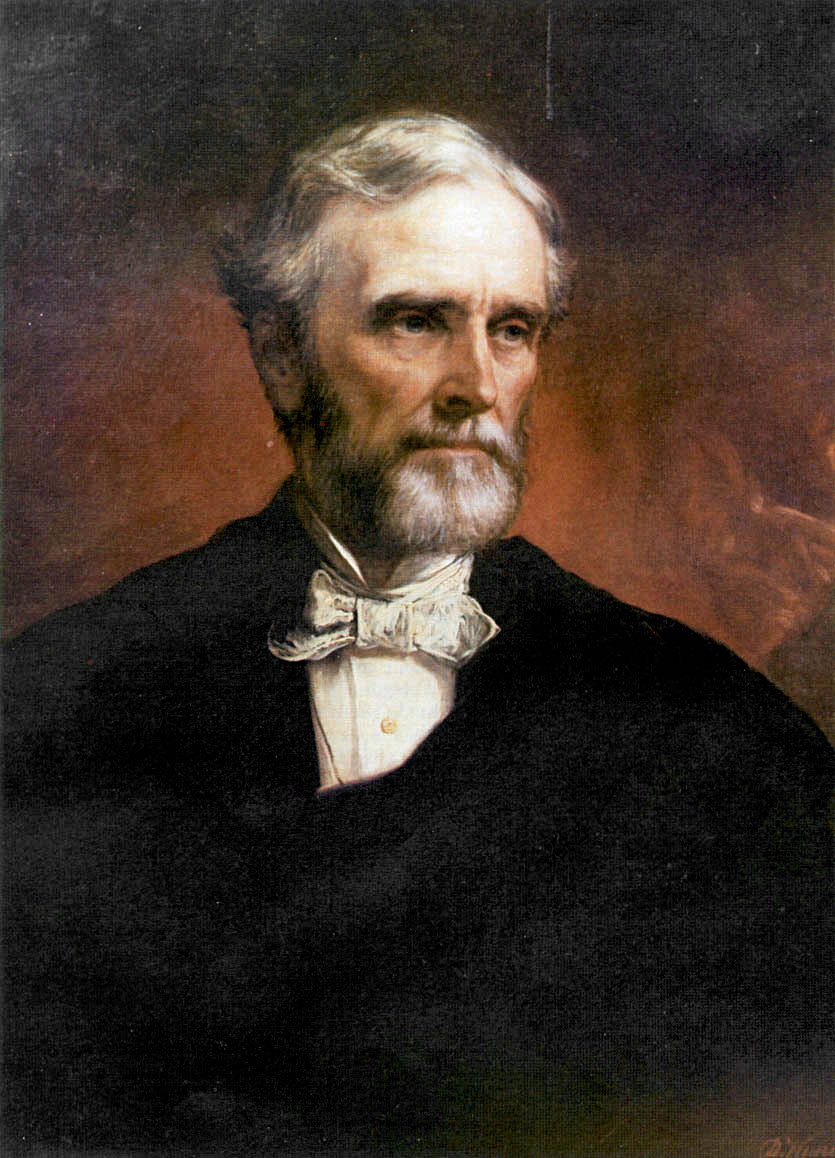
Portretul lui Jefferson Davis de Daniel Huntington

## Președinte al Statelor Confederate ale Americii (1861 - 1865)
.

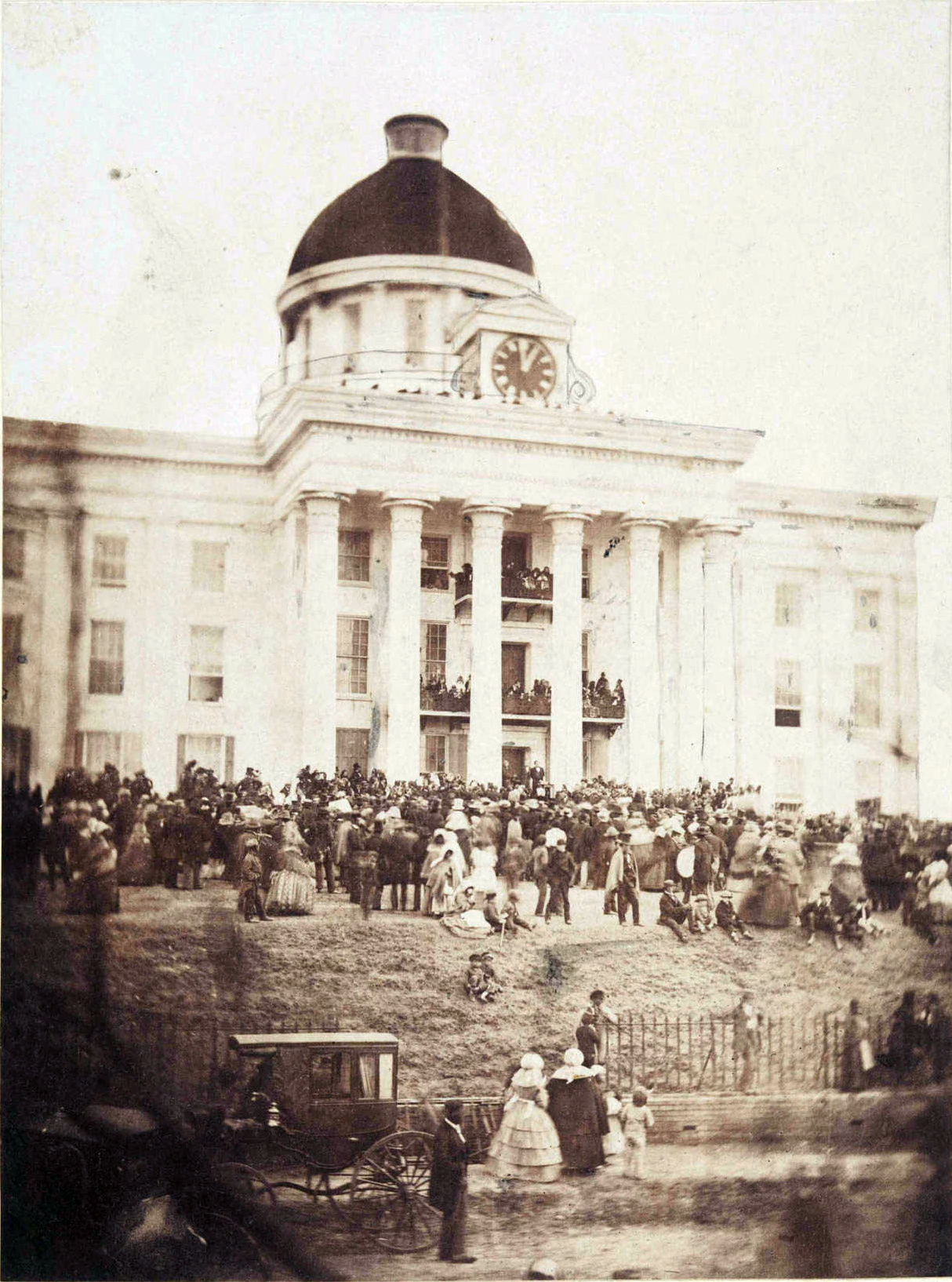
Jefferson Davis a fost investit în funcția de președinte al Statelor Confederate ale Americii pe 18 februarie 1861, pe treptele Capitolului din statul Alabama

Al treilea steag al Statelor Confederate ale Americii.

În data de 5 mai 1865, președintele Jefferson Davis a avut ultima întrevedere cu Cabinetul Confederat în Washington, Georgia, iar Guvernul Confederal a fost oficial dizolvat.  Întâlnirea a avut loc la casa Heard, filiala băncii din Georgia, cu paisprezece oficiali prezenți. A fost capturat în 10 mai 1865, la Irwinville în Irwin County, Georgia. După ce a fost capturat, a fost ținut prizonier pentru o perioadă de doi ani în Fort Monroe, Virginia.

## Memoriale

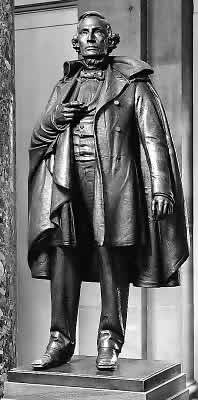
Statue of Jefferson Davis, given to the National Statuary Hall, Mississippi, in 1931

### Administrație și Cabinet

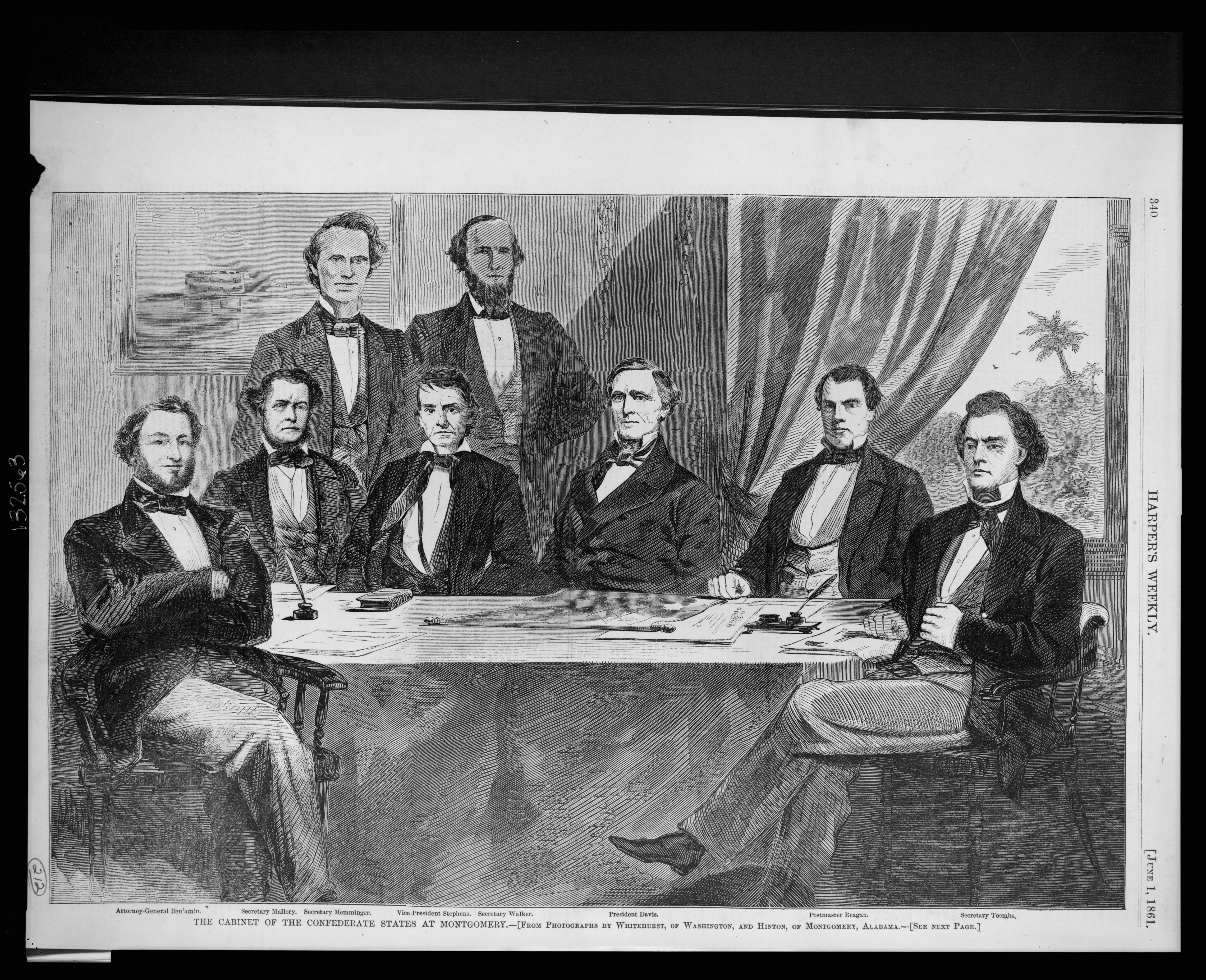
Primul Cabinet Confederat. De la stânga la dreapta: Judah P. Benjamin, Stephen Mallory, Christopher Memminger, Alexander Stephens, LeRoy Pope Walker, Jefferson Davis, John H. Reagan și Robert Toombs.

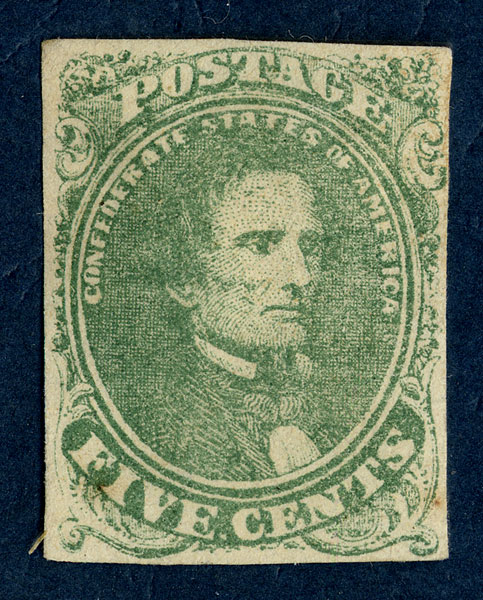
Marcă poştală confederată cu președintele Jefferson Davis.

| FUNCȚIE                 | NUME                           | TERMEN                                 |
|                         |                                |                                        |
| Președinte              | Jefferson Davis                | 25 februarie 1861 – (10 mai) 1865      |
| Vicepreședinte          | Alexander Stephens             | 25 februarie 1861 – (11 mai) 1865      |
|                         |                                |                                        |
| Secretar de stat        | Robert Toombs                  | 25 februarie 1861 – 25 iulie 1861      |
|                         | Robert M. T. Hunter            | 25 iulie 1861 – 22 februarie 1862      |
|                         | William M. Browne (acting)     | 7 martie 1862 – 18 martie 1862         |
|                         | Judah P. Benjamin              | 18 martie 1862 – mai 1865              |
| Secretar al trezoreriei | Christopher Memminger          | 25 februarie 1861 – 15 iunie 1864      |
|                         | George Trenholm                | 18 iulie 1864 – 27 aprilie 1865        |
|                         | John H. Reagan                 | 27 aprilie 1865 – (10 mai) 1865        |
| Secretar de război      | Leroy Pope Walker              | 25 februarie 1861 – 16 septembrie 1861 |
|                         | Judah P. Benjamin              | 17 septembrie 1861 – 24 martie 1862    |
|                         | George W. Randolph             | 24 martie 1862 – 15 noiembrie 1862     |
|                         | Gustavus Smith (acting)        | 17 noiembrie 1862 – 20 noiembrie 1862  |
|                         | James Seddon                   | 21 noiembrie 1862 – 5 februarie 1865   |
|                         | John C. Breckinridge           | 6 februarie 1865 – mai 1865            |
| Secretar al Marinei     | Stephen Mallory                | 4 martie 1861 – (20 mai) 1865          |
| Diriginte al Poștei     | John H. Reagan                 | 6 martie 1861 – (10 mai) 1865          |
| Attorney General        | Judah P. Benjamin              | 25 februarie 1861 – 17 septembrie 1861 |
|                         | Wade Keyes (acting)            | 17 septembrie 1861 – 21 noiembrie 1861 |
|                         | Thomas Bragg                   | 21 noiembrie 1861 – 18 martie 1862     |
|                         | Thomas H. Watts                | 18 martie 1862 – 1 octombrie 1863      |
|                         | Wade Keyes (acting a 2-a oară) | 1 octombrie 1863 – 4 ianuarie 1864     |
|                         | George Davis                   | 4 ianuarie 1864 – 24 aprilie 1865      |